# Sävitjärnen
Sävitjärnen är en sjö i Norsjö kommun i Västerbotten och ingår i Skellefteälvens huvudavrinningsområde. Sjön har en area på 0,154 kvadratkilometer och ligger 226 meter över havet.

## Delavrinningsområde
Sävitjärnen ingår i det delavrinningsområde (719776-169459) som SMHI kallar för Mynnar i Månsträsket. Medelhöjden är 259 meter över havet och ytan är 5,66 kvadratkilometer. Räknas de 3 avrinningsområdena uppströms in blir den ackumulerade arean 37,66 kvadratkilometer. Skorvbäcken som avvattnar avrinningsområdet har biflödesordning 3, vilket innebär att vattnet flödar genom totalt 3 vattendrag innan det når havet efter 94 kilometer. Avrinningsområdet består mestadels av skog (85 procent). Avrinningsområdet har 0,16 kvadratkilometer vattenytor vilket ger det en sjöprocent på 2,8 procent.